# Петер Естерхази
Петер Естерхази (мађ. Esterházy Péter; Будимпешта, 14. април 1950 – 14. јул 2016) је савремени мађарски писац, романсијер, есејиста, приповедач.

## Биографија
Петер Естерхази је рођен 1950. године у Будимпешти као потомак познате мађарске племићке породице која је вековима давала грофове, кардинале и бискупе и пресудно утицала на мађарску и дуго времена аустроугарску политику. Он је био први члан породице Естерхази који ниј ерођен као гроф. Скоро десет година је радио на обимном роману Хармониа цаелестис који говори о осам векова његове породице. Након открића да је његов отац, последњи гроф Естерхази, био доушник режима и мађарске комунистичке полиције написао је наставак овог романа Исправљено издање.
У комунистичкој Мађарској Естерхазијевој породици је конфискована целокупна имовина, да би 1951. године била депортована у унутрашњост земље, где је Естерхазијев отац, доктор права, радио као земљорадник. Године 1956. породици Естерхази је дозвољен повратак у Будмпешту. Петер ту похађа престижну и последњу незатворену црквену гимназију.
Завршио је средњу клавирску школу у Будимпешти, а дипломирао математику на ЕЛТЕ универзитету. Радио је као математичар до 1978. године, на математичком институту у Будмипешти, а затим је постао професионални писац. Једно време је активно играо и фудбал.

## Креативност
Естерхазијева дела су преведена на неколико европских језика: шпански, португалски, шведски, норвешки, дански, италијански, немачки, енглески, француски, бугарски, словеначки, српски, чешки, пољски, естонски, летонски, фински, турски, хебрејски и руски. 
Заједно са мађарским нобеловцем Имреом Кертесом, написао је књигу Иста прича (1993) која садржи две приповетке: Кертесов Записник и Естерхазијев Живот и књижевност.
Једна од последњих јавних порука читаоцима непосредно пошто је сазнао за своју тешку болест је: "Уметност није решење ни за шта. Роман још није спречио никакво зло, али добре књиге, дакле, оне о којима се овде, у овим круговима, обично говори, прожима пожудна жеља за разумевањем. То бисмо могли назвати и надом. Нада, добра реч за крај, а пет минута препустимо забораву. Која је сад последња реч?"
Пре смрти 2016. године објавио је свој последњи роман Дневник о гуштерачи.

## Признања
Петер Естерхази је добитник неколико награда, као што су: 
- Кошутова награда
- Награда "Милан Фушт", 1983
- Награда "Тибор Дери", 1984
- Награда "Атила Јозеф ", 1986
- Награда за најбољу страну књигу "Виленица", 1989
- Књига године у Мађарској, 1999
- Аустријска државна награда за европско разумевање, 1999
- Награда Гринзане Кавур, 2004
- Међународна књижевна награда Пабло Неруда, 2006
- Награда "Анђелус", 2008
- Награда "Шандор Мараи"
- Хердерова награда
- Бјорнсонова награда
- Легија части у области књижевности уметности и књижевности

Естерхази је био члан Немачке академије за језик и књижевност, Академије уметности у Берлину, као и Европске академије наука, уметности и књижевности.

## Спољашње веза
- Peter Esterhazi preminuo od raka pankreasa: PRE MESEC DANA ZAVRŠIO ROMAN "DNEVNIK GUŠTERAČE"
- Umro mađarski pisac Peter Esterhazi